# Общий (хутор)
О́бщий — хутор в Морозовском районе Ростовской области.
Входит в состав Грузиновского сельского поселения.

## Население
| 2010 |
| ---- |
| 400  |

## Улицы
| - ул. 1 Линия, - ул. 2 Линия, - ул. 3 Линия, - ул. Белояровская, | - ул. Восточная, - ул. Центральная, - ул. Энтузиастов. |